# 高平阶
高平阶（1926年9月—2015年7月30日），河南桐柏县人，中国军医。1938年参加新四军，1939年9月加入中共。历任新四军四师卫生员、医生、门诊所所长、华东军政大学卫生队队长、卫生处副处长。新中国成立后，曾任第七军医大学（后改为第三军医大学）卫勤系教研室主任。“文革”中遭受迫害，1977年获得平反。1978年任第三军医大学副校长，1983年任第三军医大学政委。2015年7月30日在西安因病逝世，享年90岁。